# Gabriele Lucci
Gabriele Lucci (L'Aquila, 7 luglio 1950) è un direttore artistico e scrittore italiano.

## Biografia
Si laurea in economia per poi fondare nel 1992 con Vittorio Storaro l'Accademia dell'Immagine dell'Aquila; nel 1981 con Luciano Tovoli inaugura il primo festival internazionale dei direttori della fotografia e fonda l'Istituto Cinematografico "La Lanterna Magica" assumendone la direzione artistica fino al 1995.
Negli anni seguenti copre il ruolo di direttore scientifico della sezione cinema di Mondadori-Electa e cura la collana "I Dizionari del Cinema", di cui ha scritto anche quattro titoli (Animazione, Western, Musical, Noir), tradotti in altri Paesi; si occupa della collana "Protagonisti del Cinema" sui Premi Oscar Storaro, Morricone e Ferretti, quest'ultimo presentato al Museo Guggenheim di New York , alla University of California Los Angeles  e alla Biennale di Venezia .
Nel 2005 ha pubblicato per il settimanale Panorama-Mondadori due suoi volumi sulla storia del cinema per l'enciclopedia "Grandi Arti Contemporanee".
Dopo il sisma del 2009 ha scritto e pubblicato la pièce teatrale Stazione di transito  presentata a New York in occasione del mese della cultura italiana (Italian Heritage & Culture Month, ottobre 2012) e al Salone del Libro di Torino del 2013.
Nel 2014 ha scritto il libro La diabolica ossessione in omaggio al cinema e ha contribuito con Storaro, Tovoli e Nannuzzi a The Art of Cinematography (testi di Codelli e Fisher).
Nel 2015 ha esordito nella narrativa con il romanzo Il tataurso imperiale. È del 2016 la rappresentazione teatrale in Italia della pièce "Stazione di Transito" per la regia di Marisa Mastracci - Compagnia "La Bottega dei Guitti". Nel 2017, per la rassegna "Scrittori al centro", ha dialogato con lo scrittore Sandro Veronesi sul tema "Il Cinema Passivo", con la presenza del critico cinematografico de “La Repubblica” Paolo D’Agostini.
Nel 2021 pubblica Biografia di un desiderio,  nel quale racconta della situazione all’Aquila tra il 1976 e il sisma del 2009 dal punto di vista cinematografico. Nel 2022 ha pubblicato il romanzo dal titolo Caffè nero a Hammersmith.

## Riconoscimenti
- 1988 – Tributo dell’American Society Cinematographers di Hollywood per l’attività svolta a favore del cinema
- 1992 – Socio onorario dell’Associazione Italiana Autori della Fotografia
- 1996 – Socio onorario dell’Associazione Scenografi, Costumisti e Arredatori
- 2008 – Premio Efebo d’Oro per il Miglior libro di cinema Morricone-Cinema e oltre
- 2022 – Premio Internazionale Federico II per l’impegno e la professionalità nel settore cinema, sala Zuccari del Senato della Repubblica